# Онищак Дмитро Васильович
Дмитро Васильович Онищак (псевдо: «Явір»; 1922, село Лани, Львівський  повіт, Львівське воєводство, Польська Республіка — 1 жовтня 1951, село Сороки, Щирецький район, Львівська область) — вояк УПА.

## Короткий життєпис
Народився 1922 року у селі Лани, Львівського повіту, Львівського воєводства, Польща (нині село Львівського району, Львівської області, Україна).
1 жовтня 1951 року разом з бойовим побратимом, Михайлом Мочурадом на псевдо «Савур», був оточений загоном МДБ в одній з хат в селі Сороки і в останньому бою загинув смертю хоробрих. Далі тіла відвезли в Щирець, де вночі закопали на березі озера. На тому місці була могила.
Є інформація, що родину Онищаків вивезено на заслання до Сибіру.
14 жовтня 2019 року на Личаківському цвинтарі у Львові відбулося перепоховання їх останків. Поховали Героїв на полі почесних поховань № 86-А.